# Phyllodactylus reissii
Phyllodactylus reissii (листопалий гекон Петерса) — вид геконоподібних ящірок родини Phyllodactylidae. Мешкає в Еквадорі і Перу.

## Опис
Тіло (не враховуючи хвоста) сягає 75 мм завдовжки.

## Поширення і екологія
Листопалі гекони Петерса поширені на заході Еквадору (на південь від Манабі) і на заході Перу (на південь до Ліми). Також вони були інтродуковані на Галапагоських островах. Листопалі гекони Петерса живуть в сухих чагарникових заростях і прибережних пустелях, трапляються в людських поселеннях. Зустрічаються на висоті до 2000 м над рівнем моря. ведуть нічний спосіб життя, живляться безхребетними, зокрема жуками і метеликами.